# Tofstapakul
Tofstapakul (Rhinocrypta lanceolata) är en fågel i familjen tapakuler inom ordningen tättingar.

## Utseende
Tofstapakulen är en udda trastlik fågel, med enfärgat gråbrun fjäderdräkt, rostbruna flanker och en streckad huvudtofs.

## Utbredning och systematik
Tofstapakul placeras som enda art i släktet Rhinocrypta. Den delas in i två underarter:
- Rhinocrypta lanceolata saturata – förekommer i sydöstra Bolivia och västra Paraguay
- Rhinocrypta lanceolata lanceolata – förekommer i norra och centrala Argentina (i söder till Río Negro och södra Buenos Aires)

## Levnadssätt
Tofstapakulen hittas i törnbuskmarker. Den ses vanligen enstaka eller i par.

## Status
Arten har ett stort utbredningsområde och beståndet anses stabilt. Internationella naturvårdsunionen IUCN listar den därför som livskraftig (LC).